# Jort
Jort település Franciaországban, Calvados megyében. Lakosainak száma 303 fő (2022. január 1.). Jort Bernières-d’Ailly, Courcy, Louvagny, Perrières, Vendeuvre és Vicques községekkel határos.

## Népesség
A település népességének változása:
| Lakosok száma | 367  | 354  | 317  | 271  | 313  | 300  | 299  | 301  | 301  | 303  |
|               | 1968 | 1982 | 1990 | 2006 | 2013 | 2015 | 2017 | 2019 | 2020 | 2022 |